# خط بی (متروی لس آنجلس)
خط بی (انگلیسی: B Line) یا خط قرمز یکی از خطوط متروی لس آنجلس است که در سال ۱۹۹۳ تأسیس شده‌است.
این خط که دارای ۱۴ ایستگاه و ۲۶٫۴ کیلومتر طول است از ایستگاه یونیون شروع و در ایستگاه نورث هالیوود به پایان می‌رسد.

## نگارخانه

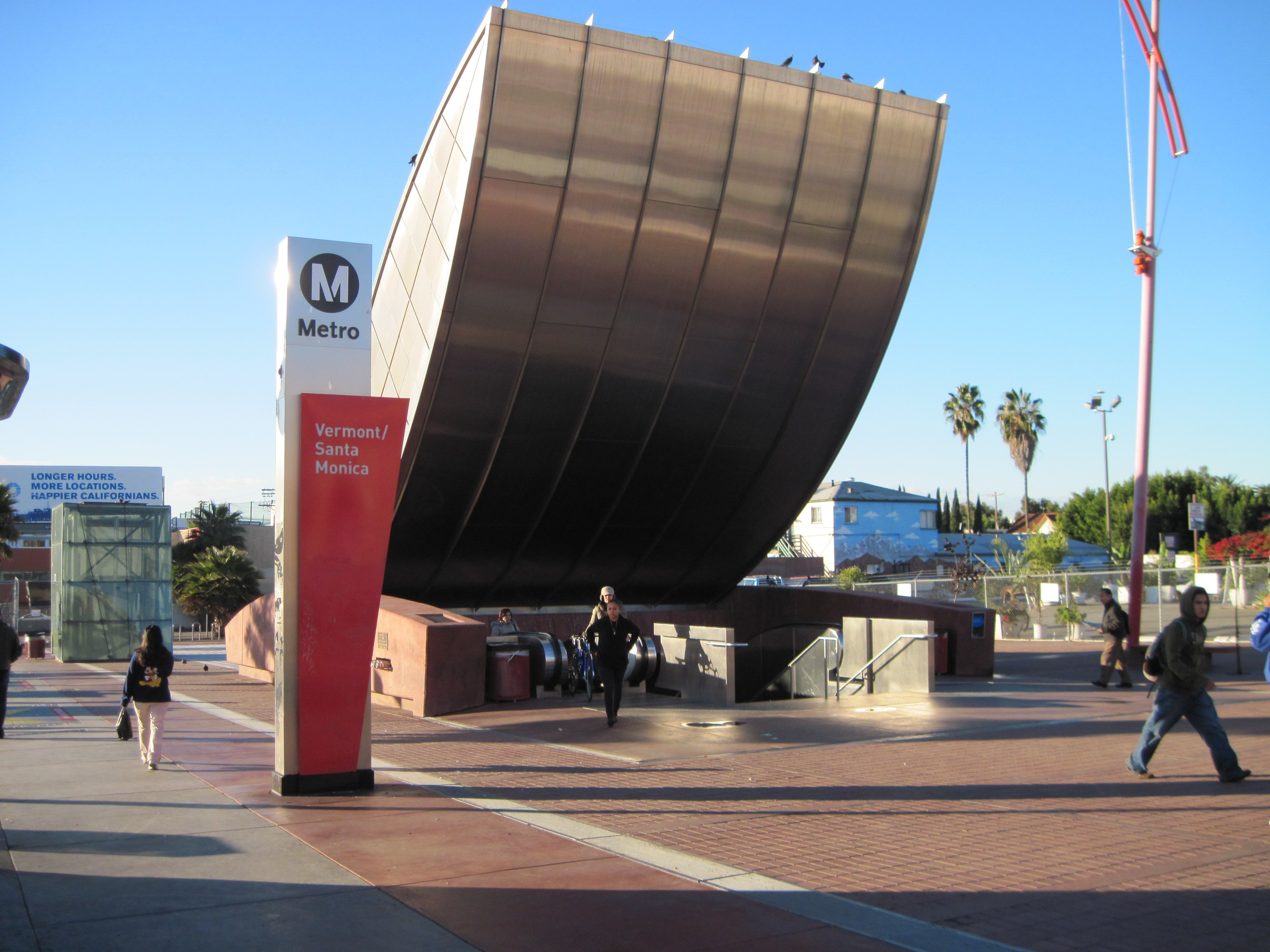
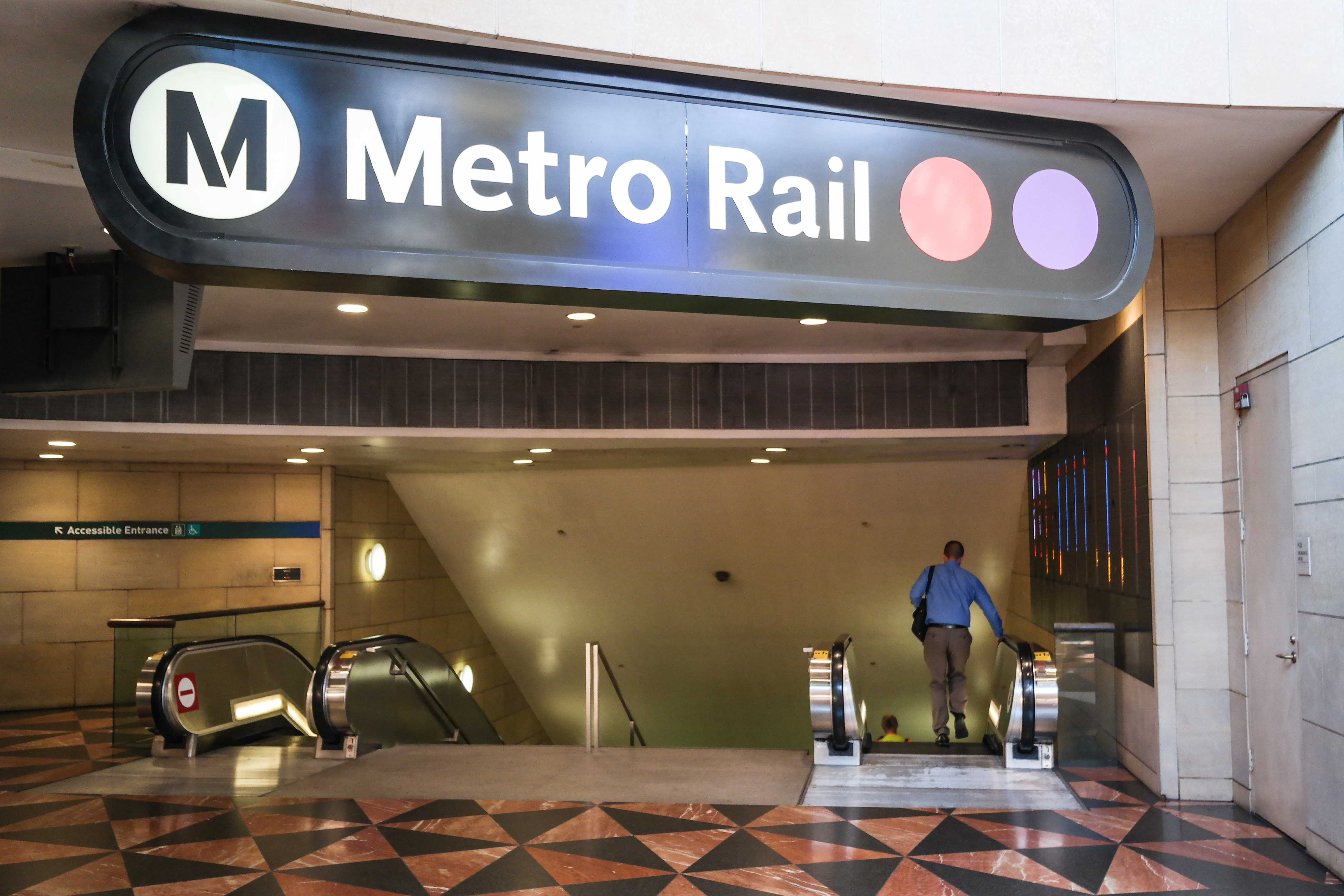
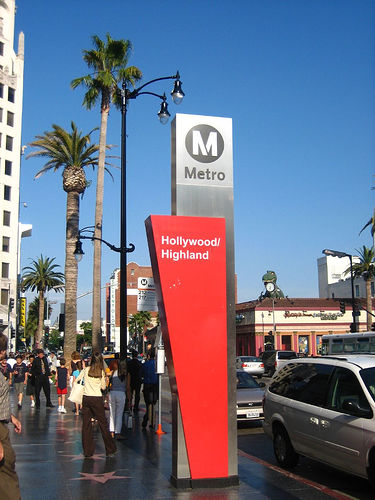
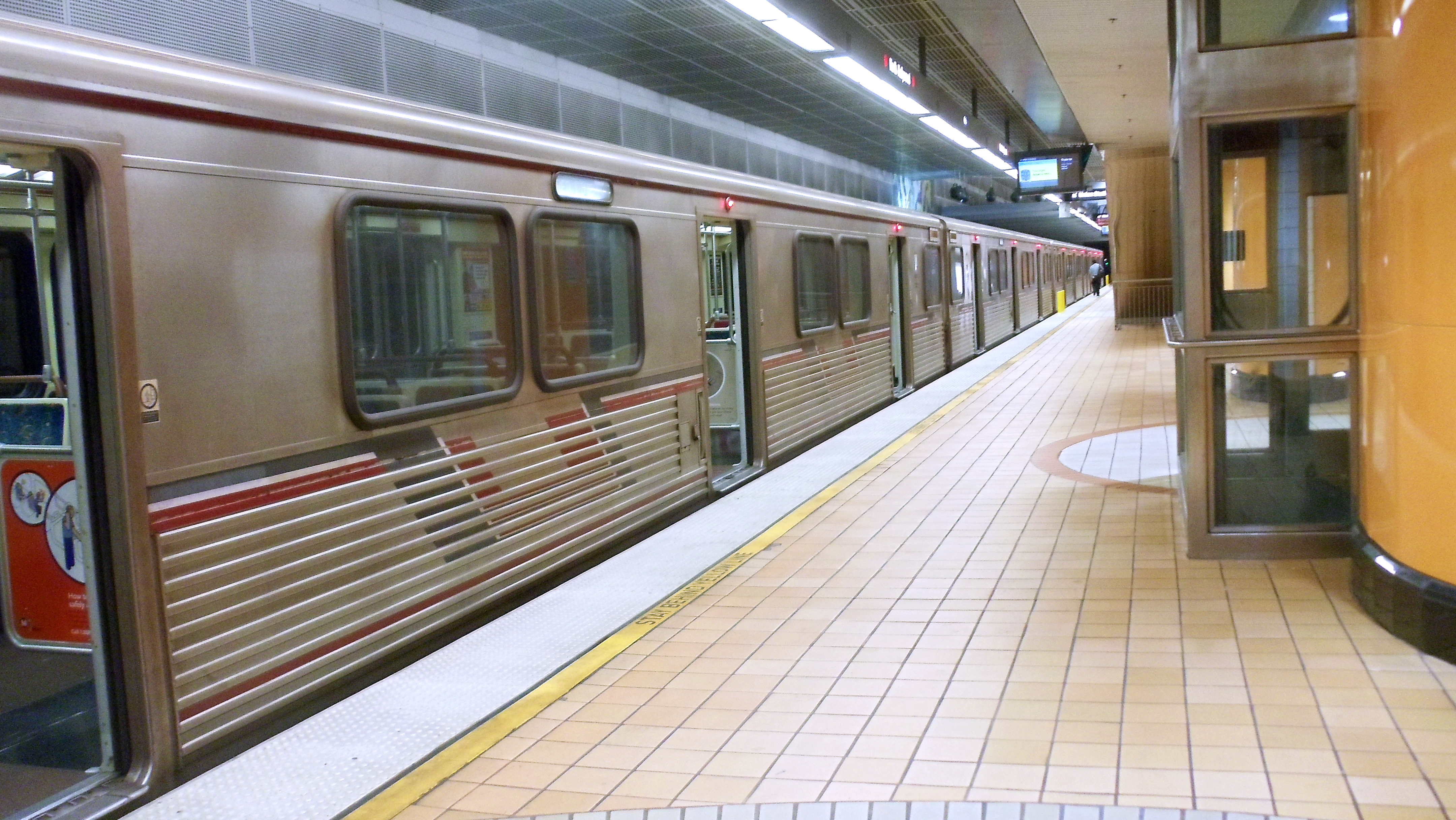
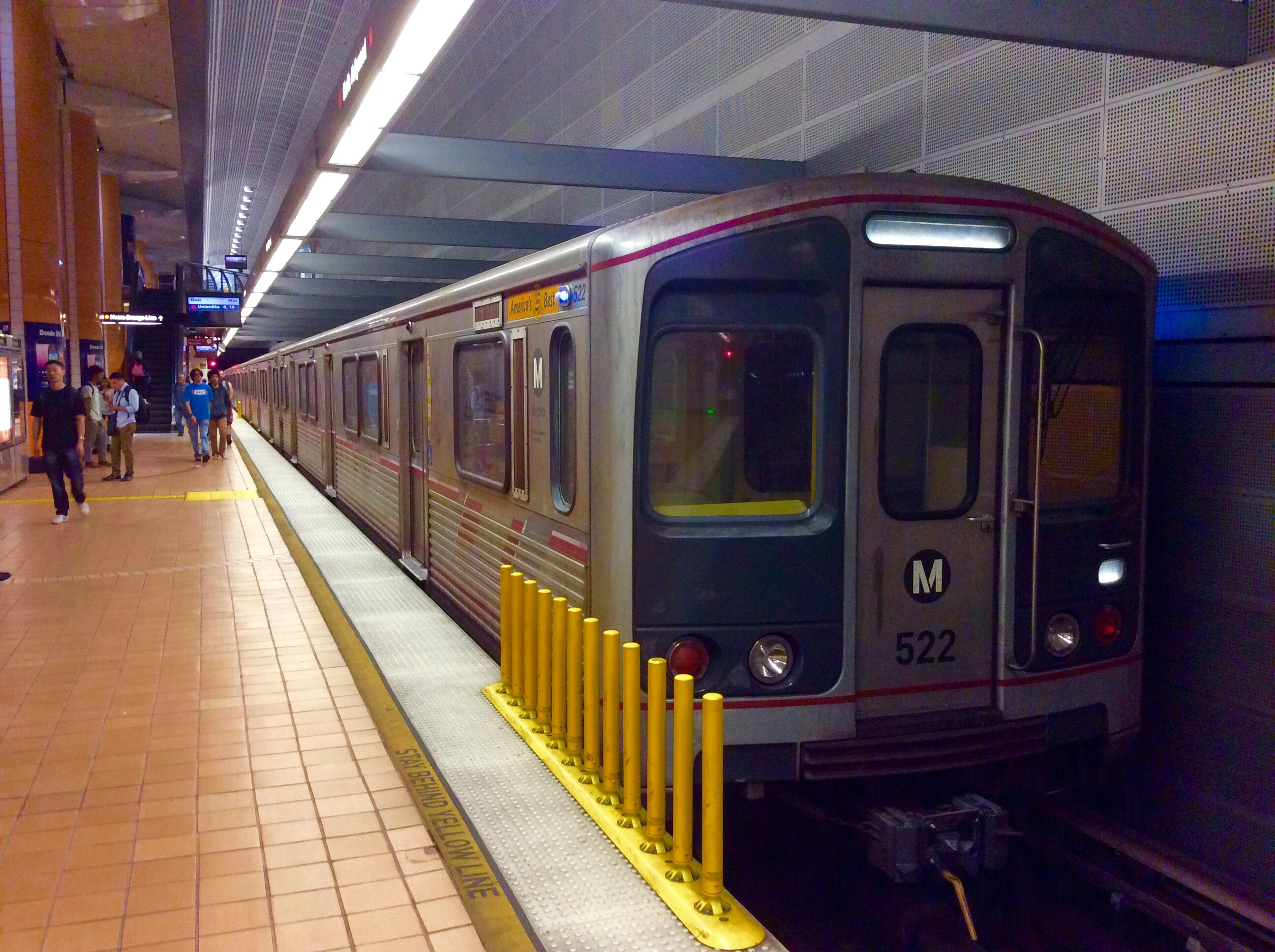